# Мечетна
Мече́тна — проміжна залізнична станція Запорізької дирекції Придніпровської залізниці на лінії Чаплине — Пологи між станціями Чаплине (22 км) та Гайчур (20 км).
Розташована у селищі міського типу Покровське Покровського району Дніпропетровської області.

## Історія
Станція заснована у 1898 році під час будівництва гілки Чаплине — Бердянськ. Одноколійну лінію довжиною 195 верст було прокладено всього за три роки. Вже у 1909 році через гілку пройшло 26 тисяч вагонів із зерном до Бердянського порту.
За однією з версій, неподалік від станції були руїни мечеті, тому її назвали Мечетною.

## Пасажирське сполучення
На станції Мечетна зупиняються приміські потяги до станцій Пологи та Чаплине.
У літній період зупиняється потяг Київ — Бердянськ.

## Галерея

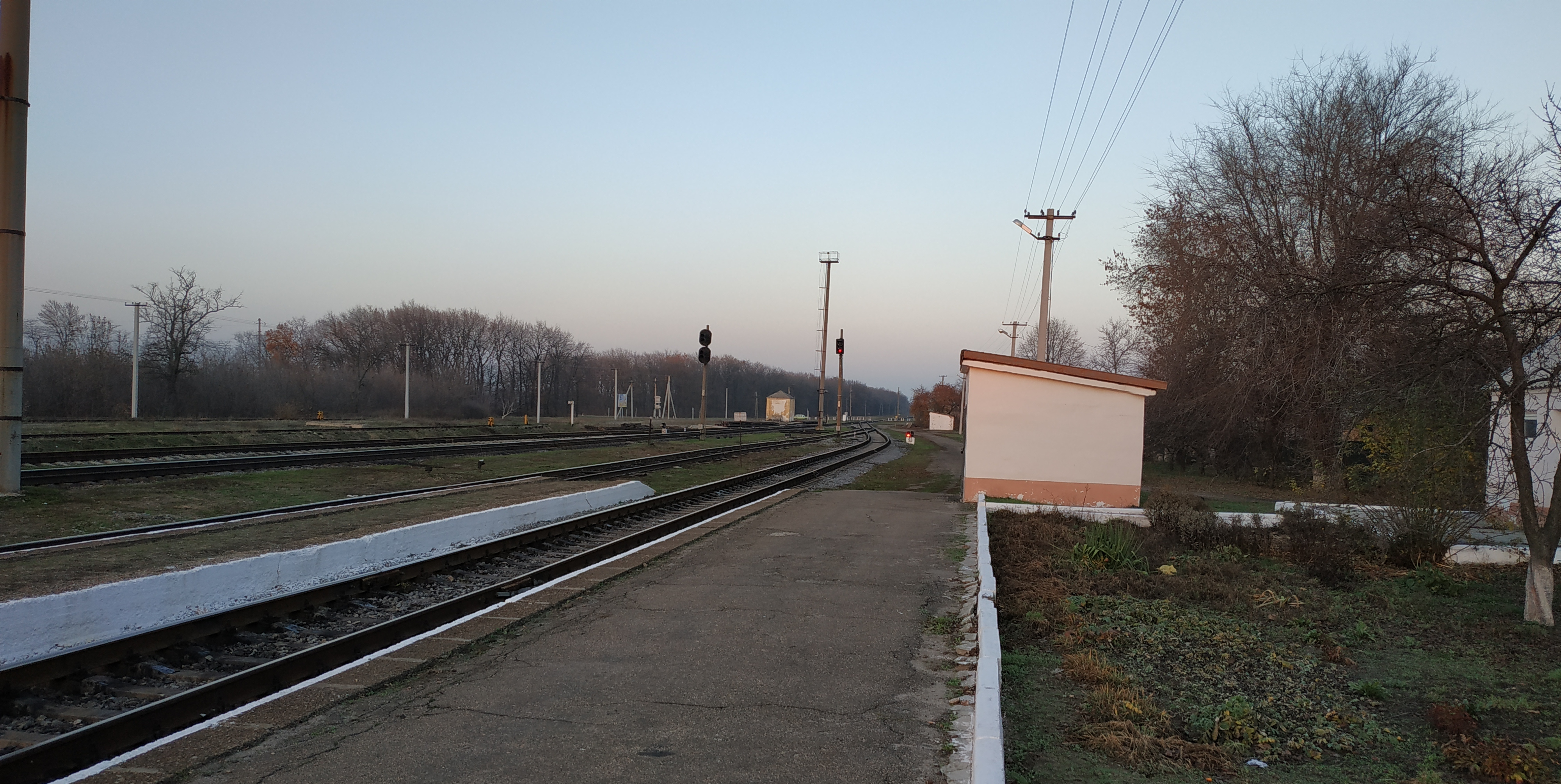
Вид в бік станції Чаплине
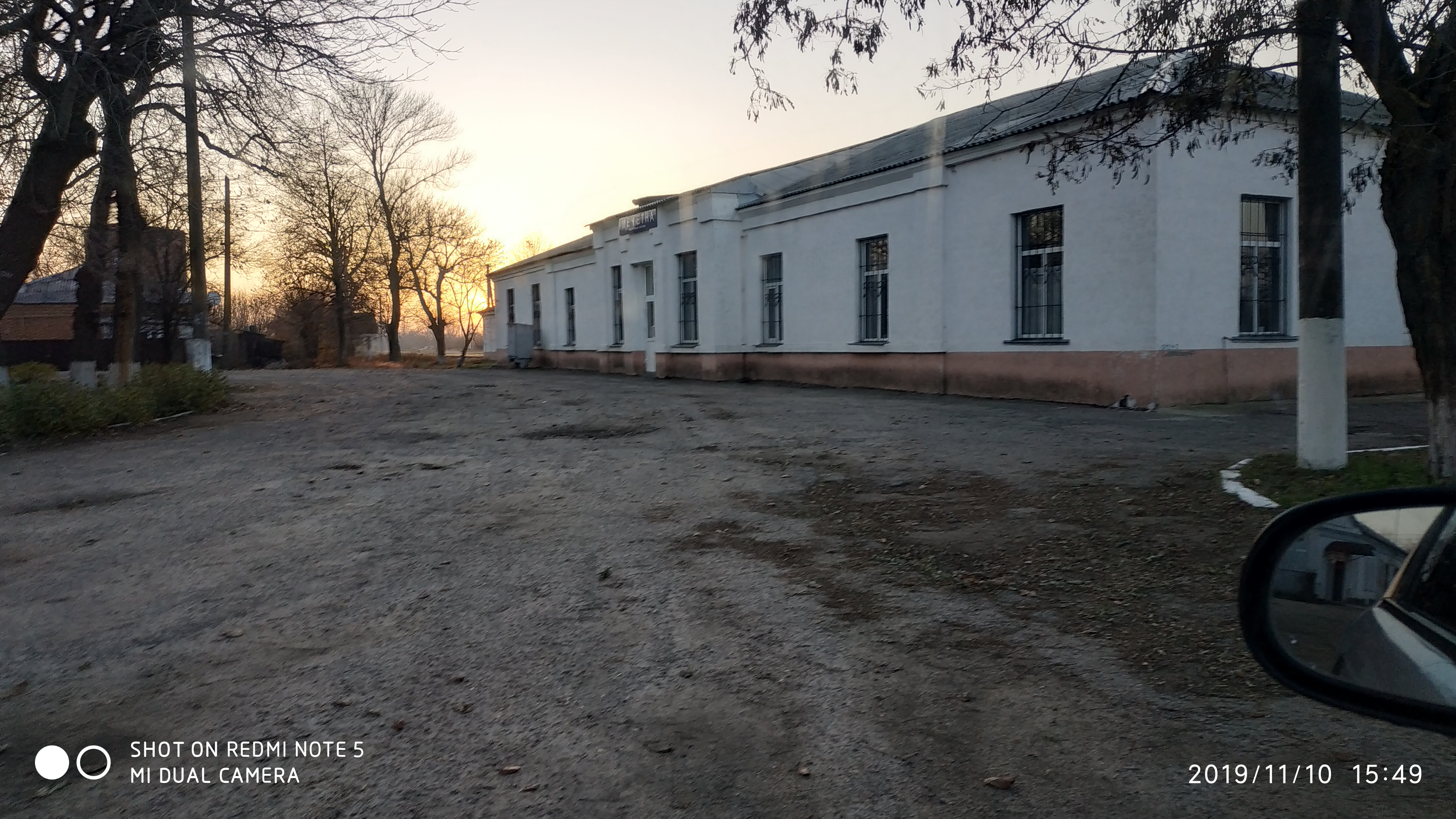
Станція Мечетна з парадного входу
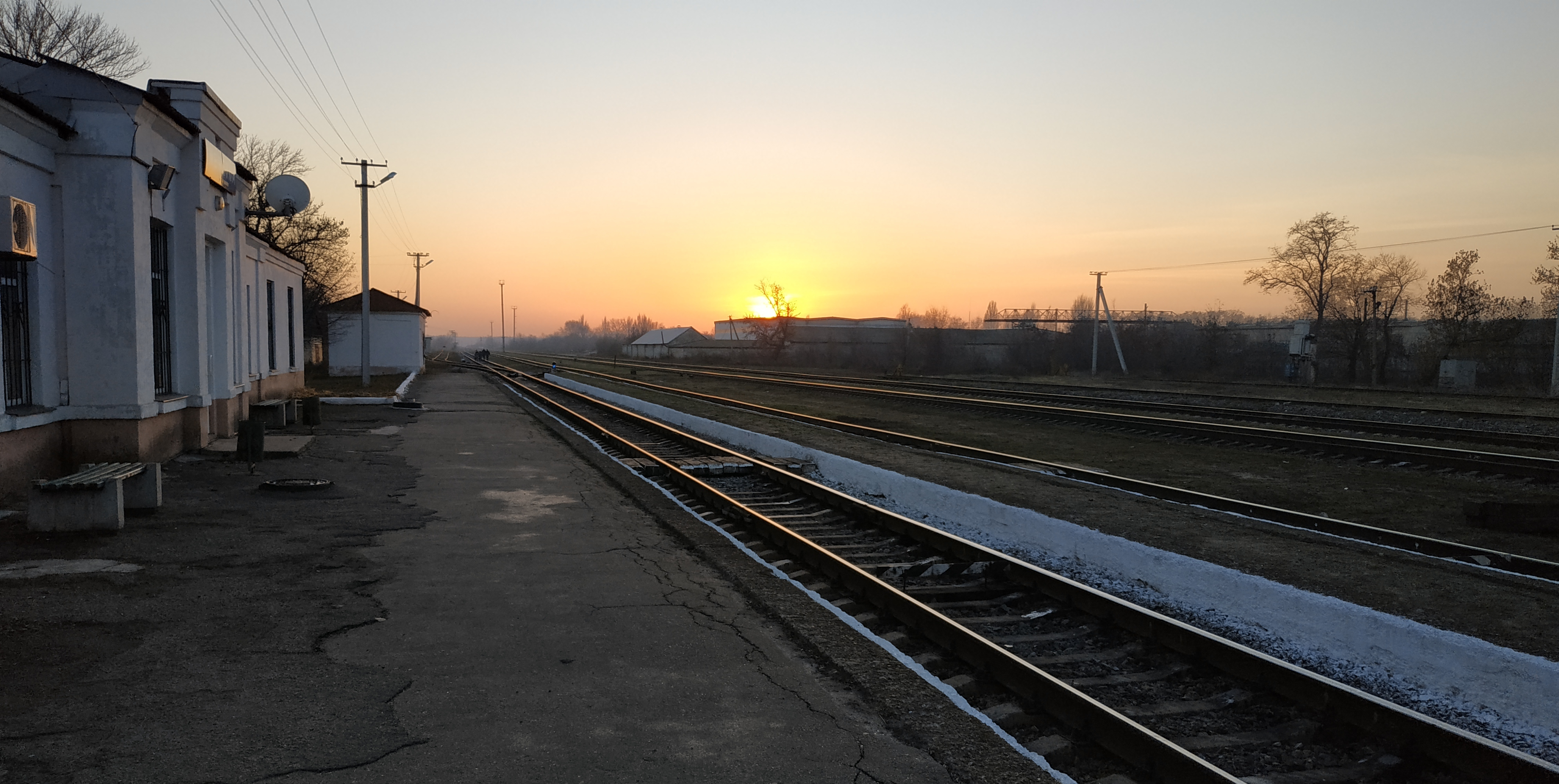
Вид зі станції Мечетна в бік станції Пологи